# Song Soo-kwon
Song Soo-kwon (Hangul: 송수권) fue un escritor coreano.

## Biografía
Song Soo-kwon nació del 15 de marzo de 1940 en Goheung, provincia de Jeolla del Sur, Corea del Sur. Fue a la escuela Suncheon y a la escuela secundaria Goheung antes de ir a la Escuela de Arte Sorabol y graduarse en Escritura creativa. Trabajó en la escuela secundaria femenina Kwangju Yogwang como profesor e investigador educacional.

## Obra
La amargura es el sentimiento más destacado en su obra, pero su poesía no enfatiza el sentimiento típico de una amargura débil que da paso al autodesprecio, sino más bien en esa amargura hay una identidad masculina dignificada por una intimidad inmanente y poderosa. Ha publicado muchas obras que consiguen conservar el sabor y el estilo de los dialectos del sur, y han sido diseñadas para inspirar a la gente a través de la conciencia de la historia y de las diferencias regionales.
Su obra se centra en la vida de la gente corriente, pero no ve la vida como una confrontación entre la gente con poder adquisitivo y la gente que no lo tiene. Aunque sigue la línea del liricismo coreano clásico, su poesía está fuertemente influenciada por la cultura regional de la provincia de Jeolla, donde nació, creció y aún vive.

## Obras en coreano (lista parcial)
Poemarios
- Apoyado en la puerta del templo (Sanmune gidaeeo, 1980)
- La isla que sueña (Kkumkkuneun seom, 1982)
- Porcelana muda (Ado, 1984)
- ¡Pájaro, pájaro, pájaro azul! (Saeya saeya parangsaeya, 1986)
- Nuestra tierra (Ulideurui ttang, 1988)
- Incluso cuando duermo sonrío pensando en ti (Jadagado geudae saenggakhamyeon unneunda, 1991)
- Vigilante de la noche estrellada (Byeolbamjigi, 1992)

Recopilaciones de prosa
- Una vez más apoyado en la puerta del templo (Dasi sanmune gidaeeo, 1985)
- El amor pliega sus enormes alas (Sarangi keodarake nalgaereul jeopgo, 1989)
- Viaje al sur (Namdo gihaeng, 1990).

## Premios
- Premio al escritor novel de Pensamiento Literario (Munhaksasang) (1975)
- Premio de arte del Ministerio de Cultura e Información (Mungongbu yesulsang)
- Premio de arte de la Fundación Cultural Geumho (Geumhomunhwajaedan yesulsang)
- Premio cultural de la provincia de Jeolla del Sur (Jeollanam-do munhwasang)
- Premio de poesía Kim Sowol (Sowol simunhaksang)